# Nouvel ordre mondial (théorie du complot)
Pour le concept sur le rôle des États-Unis comme puissance globale, voir Nouvel ordre mondial (relations internationales).
 (avril 2022).
Améliorez-le ou discutez des points à vérifier. 
 (avril 2022).
 (avril 2022).
La mise en forme du texte ne suit pas les recommandations de Wikipédia : il faut le « wikifier ».
Les points d'amélioration suivants sont les cas les plus fréquents. Le détail des points à revoir est peut-être précisé sur la page de discussion.
- Les titres sont pré-formatés par le logiciel. Ils ne sont ni en capitales, ni en gras.
- Le texte ne doit pas être écrit en capitales (les noms de famille non plus), ni en gras, ni en italique, ni en « petit »…
- Le gras n'est utilisé que pour surligner le titre de l'article dans l'introduction, une seule fois.
- L'italique est rarement utilisé : mots en langue étrangère, titres d'œuvres, noms de bateaux, etc.
- Les citations ne sont pas en italique mais en corps de texte normal. Elles sont entourées par des guillemets français : « et ».
- Les listes à puces sont à éviter, des paragraphes rédigés étant largement préférés. Les tableaux sont à réserver à la présentation de données structurées (résultats, etc.).
- Les appels de note de bas de page (petits chiffres en exposant, introduits par l'outil «  Source ») sont à placer entre la fin de phrase et le point final[comme ça].
- Les liens internes (vers d'autres articles de Wikipédia) sont à choisir avec parcimonie. Créez des liens vers des articles approfondissant le sujet. Les termes génériques sans rapport avec le sujet sont à éviter, ainsi que les répétitions de liens vers un même terme.
- Les liens externes sont à placer uniquement dans une section « Liens externes », à la fin de l'article. Ces liens sont à choisir avec parcimonie suivant les règles définies. Si un lien sert de source à l'article, son insertion dans le texte est à faire par les notes de bas de page.
- La présentation des références doit suivre les conventions bibliographiques. Il est recommandé d'utiliser les modèles {{Ouvrage}}, {{Chapitre}}, {{Article}}, {{Lien web}} et/ou {{Bibliographie}}. Le mode d'édition visuel peut mettre en forme automatiquement les références.
- Insérer une infobox (cadre d'informations à droite) n'est pas obligatoire pour parachever la mise en page.

Pour une aide détaillée, merci de consulter Aide:Wikification.
Si vous pensez que ces points ont été résolus, vous pouvez retirer ce bandeau et améliorer la mise en forme d'un autre article.

Verso du Grand sceau des États-Unis (1776). L'expression latine novus ordo seclorum, qui y figure depuis 1782 ainsi qu'au dos du billet de 1 dollar américain depuis 1935, se traduit par "Nouvel ordre des âges" et fait allusion au début d'une ère où les États-Unis d'Amérique sont un État-nation indépendant ; les théoriciens du complot prétendent qu'il s'agit d'une allusion au "Nouvel ordre mondial".

Le terme de nouvel ordre mondial est une formule utilisée par plusieurs théories du complot pour désigner un projet de domination planétaire que mèneraient des institutions démocratiques, des organisations non gouvernementales ou même des régimes totalitaires.
Certains tenants de cette théorie du complot évoquent des groupes hypothétiques tels que les Illuminati et dénoncent une vaste conspiration pluriséculaire. Les événements du monde seraient ainsi orchestrés par un groupe d'individus agissant dans l'ombre, porteurs d'un projet totalitaire de longue date. Les groupes désignés comme les conspirateurs varient considérablement selon les versions. Des groupes réels, sociétés secrètes ou du monde des affaires, sont désignés comme étant le « cerveau » derrière ce vaste projet secret de contrôle du monde : les organisations et fondations élitistes internationales telles que le Council on Foreign Relations, la Commission trilatérale, le groupe Bilderberg, le Club de Rome, la Fondation Ditchley ou bien des groupes fermés comme les francs-maçons, Skull and Bones, Bohemian Club, Ordo Templi Orientis, etc.

## Historique
L'historien des idées Pierre-André Taguieff considère que la vision d'un « mégacomplot » plonge ses racines au XVIIe siècle avec le mythe du complot juif qui se métamorphose au XIXe siècle en mythe du complot judéo-maçonnique, lesquels sont devenus des modèles pour le judéo-bolchevisme qui se développe au XXe siècle : « Le « mégacomplot », tel qu'il a été théorisé dans les milieux de l'extrême-droite dans les années 1920 et 1930, inclura le complot judéo-bolchevik (« l'Internationale du sang ») et le complot judéocapitaliste ou judéo-ploutocratique (« L'Internationale de l'or »). La génération suivante des écrivains complotistes, surtout après 1945, opérera une réinterprétation du « mégacomplot », fort attrayante pour le public spécialisé : bolchevisme et nazisme seront expliqués par les activités des mêmes puissances occultes »,.

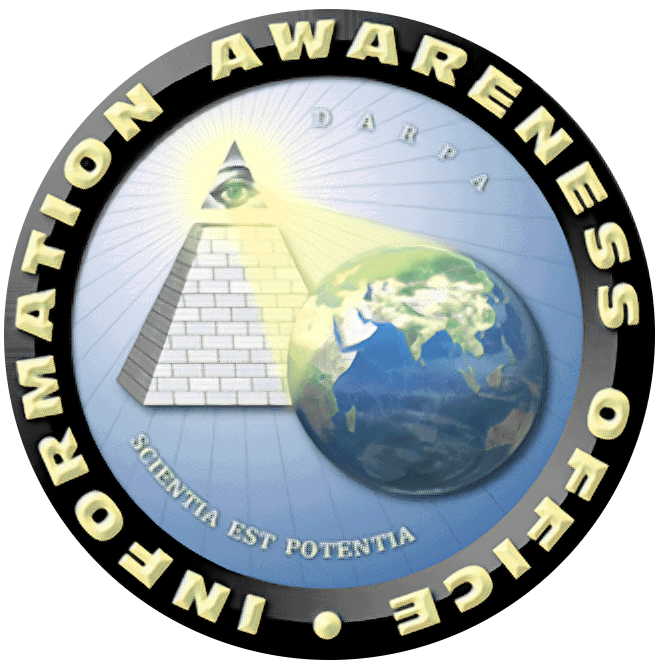
Une des représentations du nouvel ordre mondial, selon les théoriciens du complot.

Ces théories prétendant démasquer une conspiration planétaire sont ainsi originellement développées par plusieurs conservateurs européens et américains, adeptes des théories du complot maçonnique et de leurs dérivés. En 1912, le ministre français des Affaires étrangères complotiste Émile Flourens dénonça, dans Un fiasco maçonnique à l'aurore du vingtième siècle de l'ère chrétienne, les prémices de la création de la Société des Nations et de la Cour permanente de justice internationale. Il y voyait des influences maçonniques pour créer un gouvernement mondial, une justice mondiale et une religion globale, dans un nouvel ordre d'où le papisme serait exclu. Il émit l'hypothèse que les cercles maçonniques désiraient éliminer le droit à l'autodétermination des peuples, pour le remplacer par le droit international.
En 1958, l'écrivain britannique Aldous Huxley publie Retour au meilleur des mondes (Brave New World Revisited) un essai dans lequel il effectue un rapprochement entre l'évolution du monde et l'univers de son roman Le Meilleur des mondes. Aldous Huxley ne donne aucune explication conspirationniste sur cette évolution, mais ses origines et sa famille en font un observateur privilégié des courants de pensées des élites anglaises, notamment en ce qui concerne le darwinisme social et l'eugénisme,.
Toujours en 1958, l'industriel américain Robert W. Welch, Jr. fonde la John Birch Society (JBS), un groupement politique anticommuniste, chrétien et patriotique. Lors du discours d'inauguration de la JBS, Robert W. Welch expose le complot qui menacerait selon lui les États-Unis mené par un groupe secret et visant à établir une hégémonie mondiale via la passation progressive de la souveraineté des nations à des organisations internationales. Il fait campagne en 1959, pour obtenir le retrait des États-Unis de l'Organisation des Nations unies, qu'il accuse de vouloir instaurer un gouvernement mondial. En 1971, Robert W. Welch exposera dans un discours l'idée que les communistes ne se trouveraient pas au sommet de la conspiration mais qu'ils ne représentent qu'une de ses branches. Il baptisera les maîtres supposés de cette conspiration « The insiders » (les infiltrés) et les reliera directement aux Illuminés de Bavière du XVIIIe siècle,.
Selon l'historien Carroll Quigley, les élites du capitalisme financier, qu'il situe dans la période de 1850 à 1932, ont comme ambition de créer un système mondial de contrôle financier dans les mains du secteur privé capable de dominer le système politique de chaque pays et l'économie mondiale d'un seul tenant. Selon Quigley, le pouvoir est ensuite passé des banquiers aux technocrates et aux groupes de pression, faisant usage de la propagande.
En 1971, Gary Allen publie un livre intitulé None dare call it a conspiracy (« Que personne n'ose appeler cela un complot ») reprenant les thèses de Welch et Quigley et faisant le lien avec la politique de l'administration Nixon (entre autres la réforme du système éducatif).
Par la suite, la théorie d'un complot visant à une unification impériale du monde sera surtout le fait d'auteurs et de groupes américains de droite paléoconservateurs tels Pat Buchanan et l'animateur Alex Jones et anticommunistes comme Jesse Helms, Steve Symms et Carroll Hubbard (en). Larry McDonald, membre de la John Birch Society quelques mois avant sa mort sur le Vol Korean Air Lines 007, affirma en 1983 qu'il y a eu un transfert de fonds et de technologie vers l'URSS, qui a eu pour effet de maintenir un ennemi et l'activité du complexe militaro-industriel. C'était donc pendant la guerre froide. Il expliqua que des élites des États-Unis voulaient créer un gouvernement mondial de tendance socialiste. William F. Jasper, autre membre de la John Birch Society, dénonce en 1983 l'appartenance socialiste ou marxiste de chaque Secrétaire général des Nations unies, et dénonce dans Global Tyranny – Step by Step: The United Nations and the Emerging New World Order une future dictature mondiale. Une théorie qui se rapproche de celles soutenues par John Coleman dans Socialism: The Road To Slavery (réédité sous le titre de One World Order: Socialist Dictatorship), .
En 1997, le conservateur Gary H. Kah reprend la théorie du complot maçonnique dans En Route to Global Occupation, en accusant la franc-maçonnerie d'être la force derrière l'agenda pour un nouvel ordre mondial, c'est-à-dire un gouvernement mondial unique.
Accéléré à partir des années 1980, l'expression a commencé à devenir populaire avec la commission McBride de l'information et de la communication,, le président Reagan en parlant indirectement dans son discours du 8 mars 1983 sur l'URSS au congrès d'Empire du mal, c'est à partir du discours de George H. W. Bush sur le Nouvel ordre mondial (relations internationales) du 25 septembre 1990 et de nouveau longuement aussi le 6 mars 1991 et réactualisés avec l'invasion de l'Ukraine par la Russie en 2022, le président Biden suscitant tous les fantasmes, puis Sergueï Lavrov en faisant mention quelques jours plus tard, l'invasion de l'Ukraine par la Russie en 2022 succédant à la pandémie du Covid 19 qui nourrit elle-même des fantasmes redéfinissant le monde tel qu'il a été établi juste après la chute du mur de Berlin en 1989.